# 富山鉄道部
富山鉄道部（とやまてつどうぶ）は、富山県富山市の速星駅構内にあった西日本旅客鉄道（JR西日本）の鉄道部の一つである。

## 概要
ローカル線の活性化と効率的な鉄道運営ができるように1991年4月1日から鉄道部制度を導入し、高山本線猪谷駅 - 富山駅（構内を除く）間を富山鉄道部が運営するように改められた。
金沢支社が管轄していたが、2008年6月1日に鉄道部制度の見直しにより北陸地域鉄道部に統合され、廃止された。

## 配置車両の車体に記されていた略号
金沢支社の略号である「金」と、富山の電報略号である「トミ」から構成された「金トミ」であった。

## 配置車両
高山本線で運用される車両が配置されていた。以下は2008年4月1日現在の配置車両である。
- キハ120形気動車
  - 300番台11両が配置されていた。高山本線のほか、富山ライトレールへ移管される前の富山港線（直流1500V電化）でも閑散時に使用された。
- キハ58系気動車
  - キハ58形2両、キハ28形2両の計4両が配置されていた。2006年10月21日より開始された高山線社会実験に伴う列車増発のため、高岡鉄道部で保留車となっていた2両が転入し、2007年には越美北線での運用を終えた越前大野鉄道部の2両も転入し、4両になった。全車がワインレッドカラーの通称「高岡色」である。なお、大糸線で運用される糸魚川地域鉄道部のキハ52形が検査などで予備車が不足する際には、貸し出されることもあった。

## 歴史
- 1991年（平成3年）4月1日：鉄道部制度に伴い、第2次鉄道部として発足[1][2]。
- 2008年（平成20年）6月1日：鉄道部制度見直しに伴い、北陸地域鉄道部に統合。